# Битва при Єстільрені
Битва при Єстільрені — битва, що відбулася 17 липня 1210 року. Це була остання битва між вигнаним шведським королем Сверкером II і правлячим королем Еріком X. Сверкер зазнав поразки у попередній битві під Леною, але повернувся з новим військом. Проте Сверкер був убитий у битві. Точна чисельність армій, які брали участь у битві, невідома.

## Передумови
Сверкер II виріс у засланні в Данії і був проголошений як король у 1195/1196 році на шкоду чотирьом синам попереднього короля Кнута I. Він проводив політику зміцнення впливу церкви, але зіткнувся з труднощами через дванадцять років царювання. Єдиний син Кнута, що залишився в живих, Ерік, був підтриманий партією біркебейнерів у Норвегії і витіснив Сверкера в 1207—1208 роках. Сверкер звернувся за допомогою до короля Данії Вальдемара Переможця та його впливових данських родичів. З сильною армією він вторгся у Вестерйотланд на початку 1208 року, але зазнав нищівної поразки в битві під Леною. Переважна частина данської армії полягла на полі битви. Серед небагатьох живих був сам Сверкер, який повернувся до Данії.
Папа Іннокентій III, вражений пропапською політикою Сверкера, наказав Еріку врегулювати конфлікт із Сверкером або готуватися до серйозних наслідків. Однак його настанови не мали бажаного ефекту. Тому в Данії було організовано нову експедицію для повернення шведського престолу.

## Бій
Влітку 1210 Сверкер знову вторгся в шведське королівство, де Ерік тим часом прийняв титул короля. Армія підійшла до місця під назвою Єстільрен, де 17 липня (за іншою версією 16 серпня) він зіткнувся з військами Еріка. Подробиці про битву, що дійшли до нас, вкрай убогі. У короткій хроніці Закону Йотланду говориться, що «Фолькунги відібрали в нього життя, його власний шурин зробив це з ним у Єстільрені». Аннальний запис повідомляє нам про «війну в Єстільрені 16 серпня, там упав король Сверкер, Фольке Ярл і багато хто з фолькунгів». Таким чином, шведські війська здобули перемогу, незважаючи на великі втрати, серед яких був вбитий один з їхніх командирів, Фольке Ярл. З трагічною смертю Сверкера війна, яка роздирала Швецію протягом двох з половиною років, добігла кінця, і швидко завершилася миром з Данією.
Битва була перемогою партії місцевого самоврядування фолькунґів, яка виступала проти посилення централізації католицької монархії. Вбивця Сверкера Фольке Ярл, ймовірно, був сином могутнього ярла Бірґера Броси (пом. 1202) та дядьком Бірґера, чиї нащадки правили Швецією після 1250 року. Якщо це так, він справді був шурином Сверкера. У ранньосучасній історіографії королівська гілка клану також називалася «Фолькунґи», що не зовсім правильно. Ім'я могло спочатку згадуватися прихильниками Фольке Ярла в Єстільрені, але потім стало назвою для партії чи фракції. Партія часто виступала проти королівського правління, доки були переможені у битві при Спаррсетрі в 1247 року, остаточно зникнувши в 1280 году.